# Melanocorypha yeltoniensis
Melanocorypha yeltoniensis là một loài chim trong họ Alaudidae.